# Perng Fai-nan
Dans ce nom chinois, le nom de famille, Perng, précède le nom personnel Fai-nan.
Perng Fai-nan(chinois : 彭淮南 ; pinyin : Péng Huáinán; né le 2 janvier 1939 à Hsinchu, Taïwan) est un économiste et haut fonctionnaire de la république de Chine. Il fut le président de la Banque centrale de la république de Chine entre le 25 février 1998 et le 26 février 2018. Pendant sa durée du mandat, Perng est devenu le seul président de la banque centrale qui est classé «A» à quatorze reprises par le magazine Global Finance.

## Éducation
- 1962: Baccalauréat en économie de l'Université nationale Chung Hsing (zh)[2];
- 1971: Maîtrise en économie de l'Université du Minnesota[2].

## Carrière politique
En 1989, Perng fut nommé le chef du département des devises étrangères de la banque centrale,.
En 1995, Perng a quitté son fonction du vice-président de la banque centrale avant d'être nommé le président de la Bureau fiduciaire central de Chine (zh) (chinois traditionnel : 中央信託局 ; chinois simplifié : 中央信托局),. Cependant, il est resté le président du conseil d'administration de la banque centrale,.
Au février 1997, Perng a assisté au sommet des directeurs-généraux de l'APEC à Vancouver comme le directeur-général de la Banque d'affaires internationales du Chine (zh). Pendant le sommet, Chee-Hwa Tung, le Chef de l'exécutif de Hong Kong, a dit: «Si la formule d'un pays, deux systèmes réussirait au Hong Kong, elle sera un bon exemple pour le Taïwan». Perng a répondu: «Je suis Fai-nan Perng du Taïwan. Je voudrais dire que le Taïwan est différent du Hong Kong».
Au février 1998, Perng fut nommé le président de la banque centrale après que son prédécesseur, Yuǎndōng Xǚ, fut tué pendant l'écrasement du vol 676 de China Airlines. Brièvement après son investiture, Perng a fermé complètement le marché taïwanais des contrats à terme sans livraison physique (en) afin de repousser les spéculateurs monétaires d'outre-mers,. Cette décision a fait l'objet des controverses, mais ces controverses sont devenues des éloges après que Perng a fini par repousser George Soros avec succès.
En 2017, Perng a annoncé qu'il se retirera de ses fonctions après l'expiration de son contrat au février 2018. Perng fut démissionné officiellement le 26 février 2018 et il fut remplacé par Chin-Long Yang. Après sa démission, Perng est devenu un consultant non rémunéré de la banque centrale.

## Vie personnelle
Perng est marié à Yángzhū Lài (chinois traditionnel : 賴洋珠). Il croit à l'Ikouan Tao.